# Clora Bryant
Pour les articles homonymes, voir Bryant.
Clora Larea Bryant (née le 30 mai 1927 et morte le 25 août 2019) est une trompettiste de jazz américaine, qui se produisit avec Count Basie, Duke Ellington, Harry James, Scatman Crothers, Charlie Parker, Dizzy Gillespie, Billie Holiday, et Josephine Baker, et fut membre du big band féminin l'International Sweethearts of Rhythm.

## Biographie

### Jeunesse et formation
Clora Bryant est née à Denison dans le Texas, elle est la benjamine des trois enfants de Charles Bryant, un journalier, et d'Eulila Bryant.
Enfant, Clora Bryant est membre de la chorale d'une église baptiste. Sa mère, meurt quand Clora est âgée de trois ans et est élevée par son père.
Lorsque l'un de ses deux frères, Frederick, s'engage dans l'armée en 1941, il lui laisse sa trompette, c'est ainsi qu'elle a commencé à en jouer ; elle pratique aussi le piano.
Pendant ses études secondaires à la high school junior de Denison, elle joue de la trompette dans le Brass band de l'établissement.
En 1943, elle obtient une bourse pour suivre des études supérieures, elle refuse d'entrer à l'Oberlin Conservatory of Music et le Bennett College, et préfère entrer à la Prairie View A&M University de Houston, établissement afro-américain. Elle devient membre du big band de jazz universitaire le Prairie View Co-eds, composé uniquement de jeunes femmes afro-américaines.
Son big band fait une tournée au Texas et se produit à l'Apollo Theater de New York en 1944.
En 1945, son père, quitte le Texas où il est accusé de vol de peinture pour emménager à Los Angeles et Clora continue ses études à l'UCLA (Université de Californie à Los Angeles).

### Carrière
En 1945, Clora Bryant découvre Central Avenue (Los Angeles) (en) où sont regroupés tous les clubs de jazz de Los Angeles ; c'est là qu'elle entend lors de jam sessions, du bebop pour la première fois, en écoutant Howard McGhee au Downbeat Club.
En 1946, Clora Bryant quitte l'UCLA pour devenir membre du Sweethearts of Rhythm, un big band de jazz swing féminin. Plus tard, elle rejoint un autre big band féminin, le Queens of Swing, elle y joue également de la batterie, parfois elle fait un numéro où elle joue de la batterie d'une main et de la trompette d'une autre.
En 1950, elle intègre l'émission télévisée le Hollywood Sepia Tones diffusé par la chaîne KTLA.
En 1951, elle travaille, toujours à Los Angeles, en tant que trompettiste pour l'orchestre de Josephine Baker et celui de Billie Holiday.
Deux ans plus tard, elle s'installe à New York.
Clora Bryant est la première trompettiste à jouer aux côtés de Charlie Parker.
En 1956, la tromboniste Melba Liston lui présente Dizzy Gillespie qui devient son mentor et lui fournit du travail.
L'année suivante, elle enregistre son seul album en tant que leader et chanteuse, Gal With A Horn, sorti chez Mode Records.
Clora Bryant  choisit ensuite de faire des tournées. Elle travaille dans des clubs à Chicago et à Denver. À Las Vegas, elle joue avec Louis Armstrong et Harry James.
Elle tourne avec le chanteur Billy Williams (en).
Clora Bryant  participe au Ed Sullivan Show.
Au cours des années 1960 et 1970, elle entreprend un tour du monde avec son frère Melville, chanteur, et le duo décroche une émission télévisée en Australie.
En 1970, elle crée un Combo (musique) le Swi-Bop qui durera jusqu'à la fin des années 1990.
En 1988, après le succès de la tournée de Dave Brubek en URSS, elle écrit à Mikhail Gorbachev pour lui proposer une tournée, le Kremlin lui répond favorablement, en 1989, Clora Bryant part en URSS pour une série de concerts sur 15 jours, elle devient la première musicienne de jazz à faire une tournée en Union soviétique,.
Après une crise cardiaque et un quadruple pontage en 1996, elle renonce à la trompette mais donne des conférences sur l’histoire du jazz sur les campus universitaires.
Malgré son talent reconnu par les plus grands du Jazz, comme Charlie Parker, Louis Armstrong ou Dizzy Gillespie, elle n'aura pas la reconnaissance qu'elle aurait eu si elle avait été un homme,.

### La fin
Le 25 août 2019, elle décède des suites d'une défaillance cardiaque au Cedars-Sinai Medical Center de Los Angeles.

### Vie privée
En 1948, Clora épouse Joe Stone, un bassiste qui jouait avec des groupes de Rythm and Blues. Ils ont deux enfants, April et Charles Stone, et elle a continué à se produire même durant ses grossesses. Le couple finira par divorcer.
Clora Bryant  a deux autres enfants, Kevin et Darrin Milton, issus de sa relation avec le musicien Leslie Milton.
De 1945, jusqu'à son décès, elle vivait à Los Angeles dans le quartier de Crenshaw ,.

## Prix, distinctions et hommage
- 2002 : Lauréate du prix Mary Lou Williams Women in Jazz Festival, décerné par le Kennedy Center à Washington, DC[14],[15].
- En 2004, un documentaire sur elle est réalisé par Zeinabu Davis[6].